# Chanteix
Chanteix este o comună în departamentul Corrèze din centrul Franței. În 2009 avea o populație de 572 de locuitori.

## Evoluția populației
| An        | 1975 | 1982 | 1990 | 1999 | 2006 | 2009 |
| --------- | ---- | ---- | ---- | ---- | ---- | ---- |
| Populație | 565  | 520  | 520  | 517  | 554  | 572  |